# Marcel Wildhaber
Marcel Wildhaber, né le 17 mai 1985 à Wangen dans le canton de Schwytz, est un coureur cycliste suisse, spécialiste du cyclo-cross.
Membre de l'équipe Scott-Swisspower MTB Racing depuis 2010, il compte quatre victoires chez les professionnels. En 2009 il remporte le Cyclo-Cross International d'Aigle ainsi que l'Internationales Radquer à Steinmaur en 2010 et 2011 et l'Internationales Radquer à Hittnau en 2011.

## Palmarès en cyclo-cross
- 2009-2010
  - Cyclo-cross international d'Aigle, Aigle
- 2010-2011
  - Internationales Radquer Steinmaur, Steinmaur
- 2011-2012
  - Internationales Radquer Steinmaur, Steinmaur
  - Int. Radquer Hittnau, Hittnau
- 2012-2013
  - Flückiger Cross Madiswil, Madiswil
- 2013-2014
  - GP-5-Sterne-Region, Beromünster
  - 2e du championnat de Suisse de cyclo-cross
- 2014-2015
  - Schlosscross, Rheinfelden
  - National Trophy Series #4, Milton Keynes
- 2015-2016
  - EKZ CrossTour #4, Eschenbach
- 2016-2017
  - Classement général de l'EKZ CrossTour
    - EKZ CrossTour #4, Eschenbach

  - QianSen Trophy Cyclocross #2, Changxindian Fengtai (Beijing)
  - 55. Internationales Radquer Steinmaur, Steinmaur
- 2017-2018
  - Classement général de l'EKZ CrossTour
    - EKZ Cross Tour #2, Berne
    - EKZ Cross Tour #3, Aigle

## Palmarès en VTT

### Coupe du monde
- Coupe du monde de cross-country eliminator
  - 2014 : 9e

### Championnats d'Europe
- Chies d'Alpago 2015 
  -  Médaillé de bronze du cross-country eliminator

### Championnats de Suisse
- Champion de Suisse de cross country eliminator : 2013 et 2015